# ハッシュキット

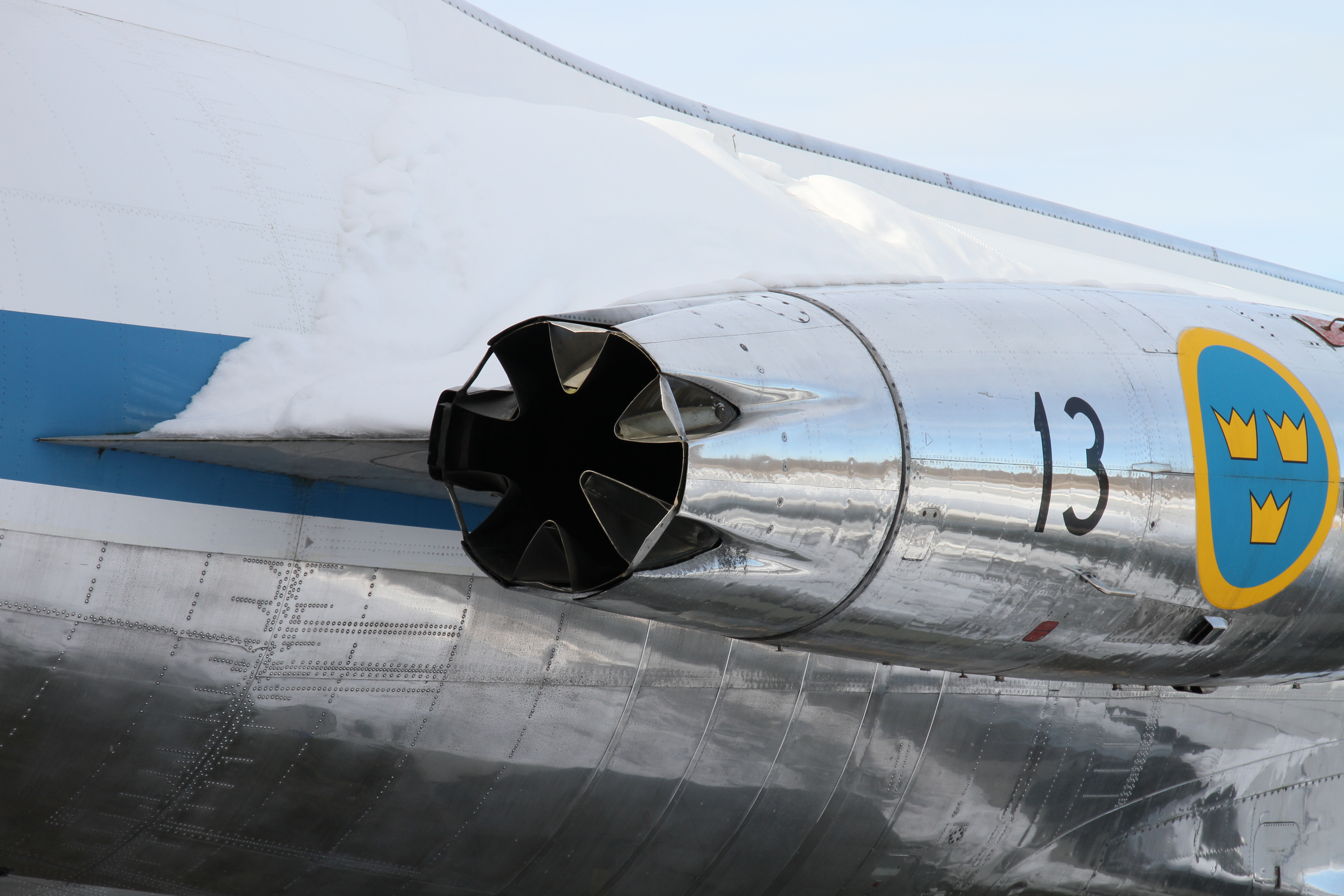
スウェーデン空軍の シュド・カラベルに取り付けられたハッシュキット。

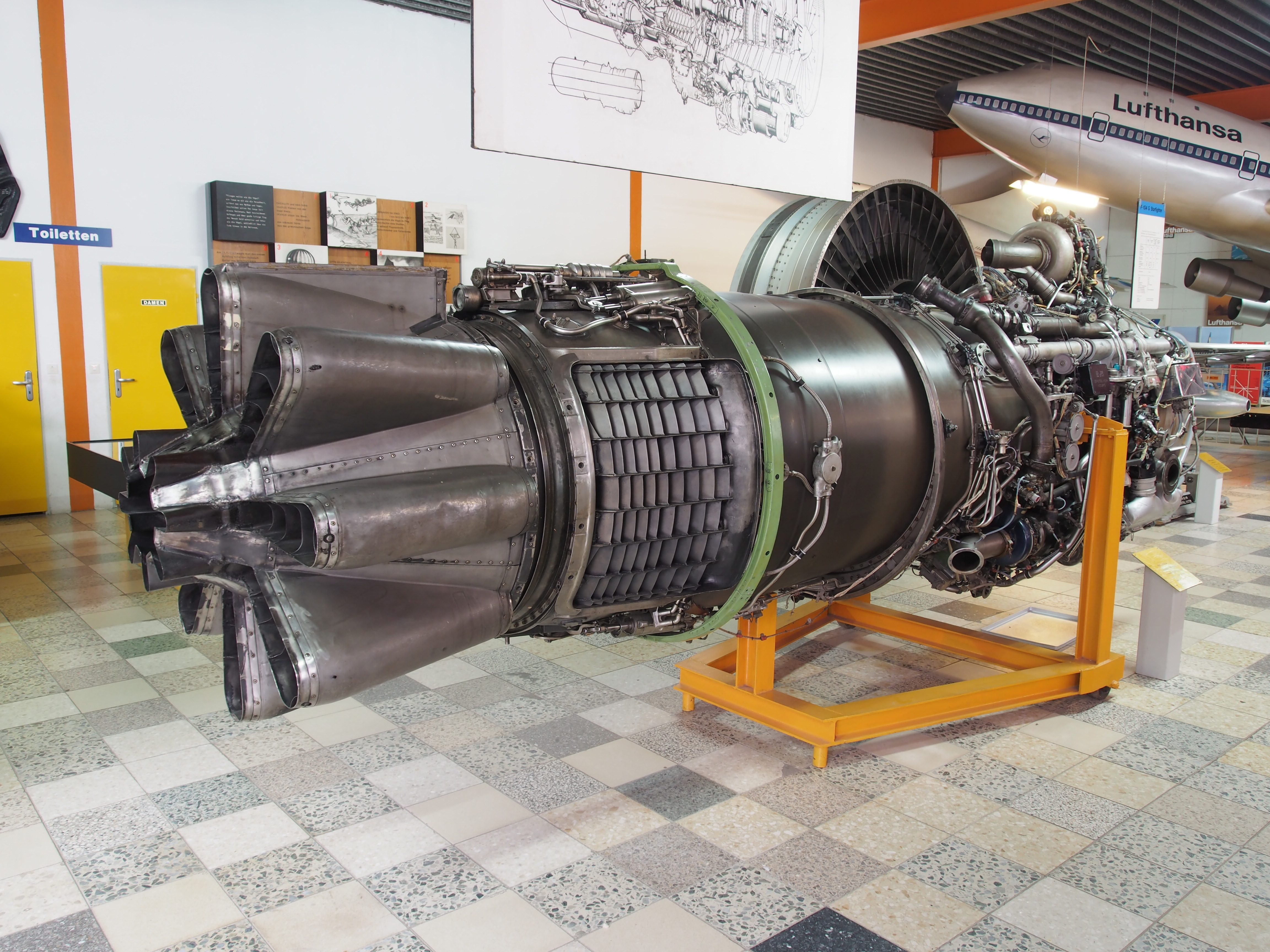
ヘルメスカイル航空機博物館展示のボーイング707-420で使用されたロールスロイスコンウェイMk508 (1959)

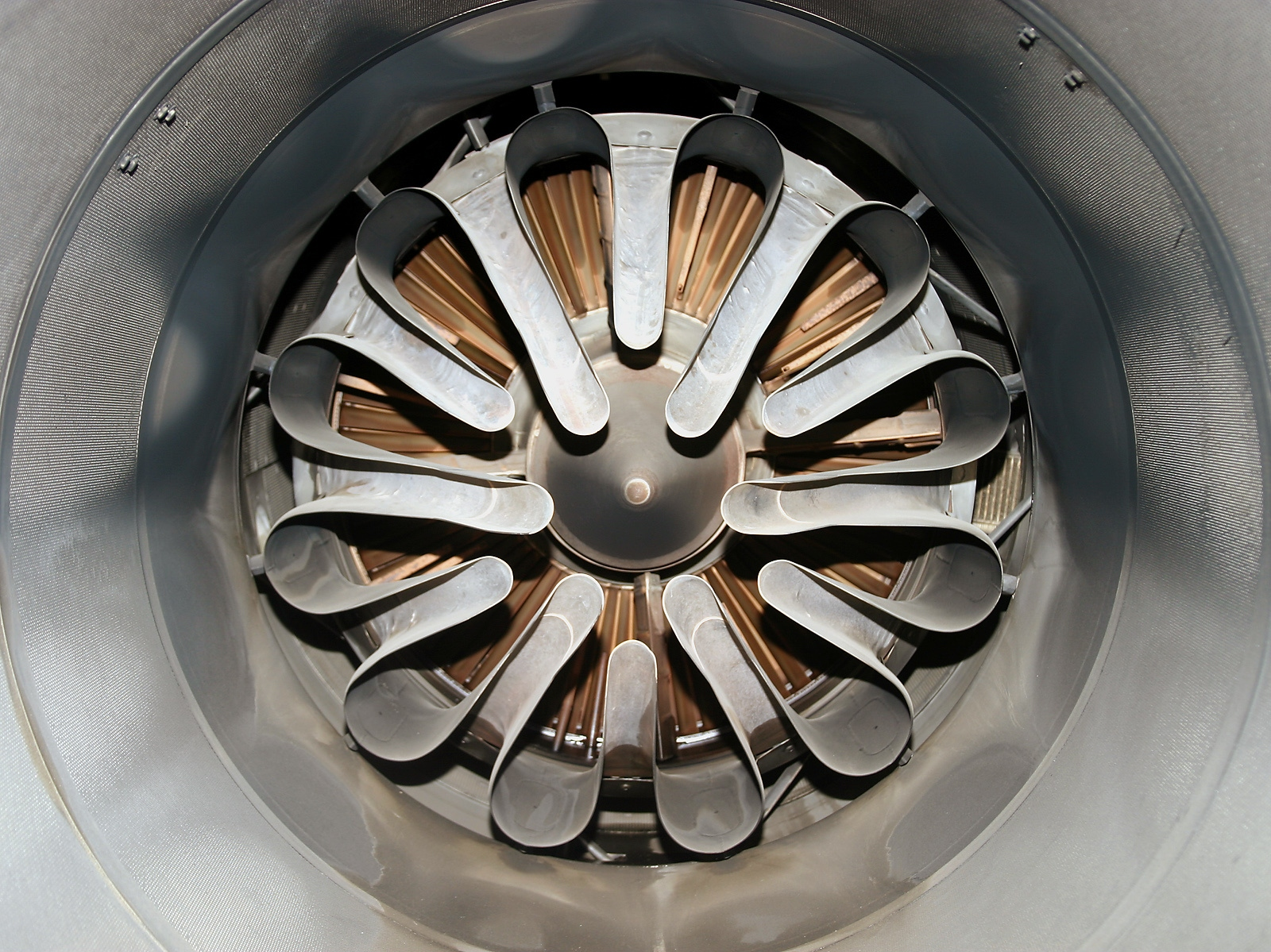
ボーイング727、ボーイング737-100および200、およびダグラスDC-9に使用されたプラットアンドホイットニーJT8D-1から-17エンジン用のハッシュキット

ハッシュキット (hush kit) とは、航空機用ジェットエンジンが発する騒音の軽減を目的とした空力的デバイス。近年の高バイパス比ターボファンに比べて騒音レベルの高い、旧式のターボジェットや低バイパス比のターボファンエンジンに取り付けられる。
ジェットエンジンによる空港近隣地域の騒音公害対策となる。

## 設計
ほとんどのハッシュキットはマルチローブ式の排気ミキサーである。エンジン後部に取り付けられ、エンジンコアからの排気ガス、周囲の空気、そして使用可能な少量のバイパスエアーの3種を混合する。最新の高バイパス比ターボファンエンジンも同様な原理で、バイパスエアーでエンジンコアからの排気を包み込むように流すことで騒音を減少させている。
ほとんどのキットは、音響処理されたテールパイプ、改造されたインレットナセル、ガイドベーンにより排気のさらなる騒音低減を行っている。これらはすべて、小型高速ファンによって引き起こされる前方に伝播する高音ノイズを低減させる。
最新の高バイパス比ターボファンは、はるかに大型のファンを持ち、その回転数も低いので、旧式のターボジェットや低バイパス比ターボファンとは異なり高音ノイズのレベルは低い。

## 採用
中・高バイパス比ターボファンエンジンを備えた現代の航空機は各国の航空騒音削減法規と ICAO 規制に適合している。現在でも運航されている旧式機種（貨物機が多い）向けの後付け型ハッシュキットにより多くの商用空港で運用するために必要な規則に適合する。いくつかの機種を例示する：
- ボーイング707
- ボーイング727
- ボーイング737-100
- ボーイング737-200
- ダグラスDC-8
- ダグラスDC-9
- ガルフストリームII
- ガルフストリームIII
- リアジェット23
- リアジェット24
- リアジェット25
- リアジェット28

## 影響
ハッシュキットを取り付けることで重量増が生じるため、航続距離や性能に影響がある。またエンジン自体の性能や空力効率も悪化する。例えばガルフストリームII用のハッシュキットはその重量が106キログラムあり（当該機の総重量は2万9700キログラム）、エンジン効率の低下により航続距離が1.6 %減少する。
ガルフストリーム G-III ではキット重量が170キログラムで、航続距離は2 %減少するが、いずれも実際のフライトに影響するものではない。
フェデラルエクスプレス (FedEx) 社のB-727には重量が410キログラムのハッシュキットが装着されており（機体総重量は8万6000キログラム）、短距離飛行では0.5 %の燃料消費悪化が見られるが、長距離飛行では数値として現れる影響はないという。

## 規制
ハッシュキットは旧型航空機のノイズレベルを効果的に低減させるが、いつでも妥当なコストで最新型エンジンの騒音レベルにまで低減できるとは限らない。
1999年には米国とEU（欧州連合）の間で論争が起きた。EUはハッシュキット無しでも域内で運航を可能とする規則の提案を行ったが、これはハッシュキットの装着された中古米国製航空機の価値を減らし、またハッシュキット製造者の利益を害するものだった。米国はコンコルドの運航禁止をちらつかせてこれに抵抗したが、EUは2002年3月26日に指令2002/30/ECを成立させた。
2013年、FAA（アメリカ連邦航空局）は 14 CFR パート 91 の規則を修正し、2015年12月31日以降、7万5000ポンド以下のステージ3ノイズ規制に適合しないジェット機の運航を禁止した。ステージ2規制適合機にあってはステージ3ノイズ規制適合エンジンに換装するかハッシュキットを取り付けなければアメリカ合衆国本土上空の飛行が許されなくなった。ただし 14 CFR §91.883 により飛行可能な機種のリストが作成された。